# Дифисциум
Дифисциум (лат. Diphyscium) — род листостебельных мхов семейства Буксбаумиевые (Buxbaumiaceae), в некоторых системах классификации род относят к семейству Diphysciaceae.

## Описание
Протонема многолетняя с грибовидными или воронковидными придатками, сохраняется на протяжении всей жизни растения. Малозаметна под многолетними гаметофорами, образующими густые низкие коврики тёмно-зелёного цвета, буреющие с возрастом. Стебель не имеет центрального пучка и гиалодермиса, короткий, прямостоячий, обычно простой, скученно облиственный. Сухие листья согнутые до скрученных, влажные — отстоящие, продолговатые или языковидные, на верхушке широко закруглённые; край плоский, слабогородчатый. Жилка листа мощная, простая, оканчивается немного ниже верхушки листа. Листовая пластинка большей частью двуслойная или трёхслойная, клетки её толстостенные, изодиаметрические, мамиллозные на обеих поверхностях листа, в основании длиннее. 
Двудомные. Гаметангии и спорофиты верхушечные. Перихециальные листья более длинные, на верхушке фестончато надрезанные, верхушки фестонов иногда остистые; жилка длинно выбегающая. Ножка короткая. Коробочка погружённая в перихециальные листья, косо яйцевидная; устье маленькое; устьица поверхностные. Крышечка тупоконическая. Колечко отпадающее. Перистом двойной, кажется простым, поскольку экзостом сильно редуцирован и практически не возвышается над устьем; экзостом из 16 крайне коротких зубцов, супротивных килям эндостома, отчасти материал экзостома прирастает к килям эндостома; эндостом образован высокой, трубкообразной, сильно папиллозной базальной мембраной с 16 килеватыми складками. Споры мелкие. Колпачок маленький, покрывающий только крышечку, шапочковидный, не складчатый, голый.

## Среда обитания и распространение
Виды рода встречаются по всему миру: Северная Америка, Мексика, Карибы, Центральная и Южная Америка, Европа, Азия, острова Атлантического океана (Азоры и Мадейра), острова Тихого океана, Австралия.

## Классификация
По информации базы данных The Plant List (на июль 2016) род входит в семейство Буксбаумиевые (Buxbaumiaceae).
В классификации, предложенной Goffinet B. и W. R. Buck в 2006 году род выделяется в отдельное семейство Diphysciaceae мотипного порядка Diphysciales:

### Виды
Согласно базе данных Catalogue of Life на март 2025 года род включает следующие виды:
- Diphyscium chiapense D.H. Norris, 1981
- Diphyscium domingense (Brid.) W.R. Buck et Steere, 1983
- Diphyscium fasciculatum Mitt., 1859
- Diphyscium fendleri Müll. Hal., 1879
- Diphyscium foliosum (Hedw.) D. Mohr, 1803 typus — Дифисциум листоватый
- Diphyscium fulvifolium Mitt., 1891
- Diphyscium kashmirense (H. Rob.) Magombo, 2002
- Diphyscium longifolium Griff., 1842
- Diphyscium lorifolium (Cardot) Magombo, 2002
- Diphyscium mucronifolium Mitt. ex Dozy et Molk., 1861
- Diphyscium perminutum Takaki
- Diphyscium pilmaiquen (Crosby) Magombo, 2002
- Diphyscium pocsii (Bizot) R.H. Zander, 1993
- Diphyscium satoi Tuzibe
- Diphyscium suzukii Z. Iwats., 1976
- Diphyscium tamasii B.C. Tan et Ninh, 2003
- Diphyscium yakuchimense Tad. Suzuki, Y. Inoue et H. Tsubota, 2015

Согласно базе данных Plant List род составляет 18 видов:
- Diphyscium calcareum Dixon
- Diphyscium chiapense D.H. Norris
- Diphyscium domingense (Brid.) W.R. Buck et Steere
- Diphyscium elmeri (Broth.) Broth.
- Diphyscium fasciculatum Mitt.
- Diphyscium fendleri Müll. Hal.
- Diphyscium foliosum (Hedw.) D. Mohr typus — Дифисциум листоватый
- Diphyscium fulvifolium Mitt.
- Diphyscium integerrimum (Broth.) Broth.
- Diphyscium kashmirense (H. Rob.) Magombo, Zacharia Lekodi
- Diphyscium longifolium Griff.
- Diphyscium lorifolium (Cardot) Magombo, Zacharia Lekodi
- Diphyscium mucronifolium Mitt.
- Diphyscium perminutum Takaki
- Diphyscium pilmaiquen Magombo, Zacharia Lekodi
- Diphyscium pocsii (Bizot) R.H. Zander
- Diphyscium satoi Tuzibe
- Diphyscium tamasii B.C. Tan et Ninh